# Coelogyne moultonii
Coelogyne moultonii är en orkidéart som beskrevs av Johannes Jacobus Smith.
Coelogyne moultonii ingår i släktet Coelogyne och familjen orkidéer. Inga underarter finns listade i Catalogue of Life.